# 서천도서관
서천도서관은 충청남도 서천군 서천읍에 있는 도서관이다.

## 연혁
- 1987. 08. 30 청사 및 부대시설 준공
- 1987. 09. 30 서천군 남양도서관 개관(서천군 서천읍 군사리 176-4)
- 1991. 03. 26 서천도서관으로 명칭 변경
- 2002. 11. 06 디지털 자료실 개실
- 2019. 03. 01 충청남도서천교육청서천도서관으로 명칭 변경

## 이용 안내
이용 시간
- 평생학습실 09:00-21:00
- 문화사랑방 09:00-18:00
- 디지털·종합자료실 09:00-19:00
- 열람실 08:00-21:00

휴관일
- 매주월요일
- 국가지정 공휴일
- 기타 관장이 지정하는 임시휴관일